# Aerodramus mearnsi
Aerodramus mearnsi là một loài chim trong họ Apodidae.